# 야그노비인
야그노비인은 주로 타지키스탄의 북부인 수그드 주에 살며 야그노비어를 사용하는 이란계 민족이다. 소그드인의 직계후손으로 여겨지며 학계에서는 종종 신소그드인으로 부른다. 이들이 사용하는 야그노비어 또한 소그드어의 직계언어인 것으로 간주된다.
타지키스탄에 사는 야그노비인들은 타지키스탄 정부의 통계에서 타지크인의 일부로 분류되고 있다.
종교적으로는 야그노비인 상당수가 수니파 무슬림에 속하지만, 일부는 이스마일파에 속하는 경우도 있다. 이슬람 이전의 종교(아마도 조로아스터교)의 일부 요소 역시 여전히 보존하고 있다.